# Domas Krivickas
Domas Krivickas (* 22. Dezember 1905 in Šeduva; † 17. Mai 1999 in Washington, D.C.) war ein litauischer Jurist und Professor.

## Leben
1929 absolvierte Krivickas das Studium der Rechtswissenschaft an der Rechtsfakultät der Lietuvos universitetas in Kaunas. Von 1929 bis 1932 studierte er an der Universität zu Köln, Humboldt-Universität zu Berlin und Haager Akademie für Völkerrecht. 1934 promovierte Krivickas zum Doktor in Rechtswissenschaft. Von 1932 bis 1944 lehrte er an der Vilniaus universitetas und an den Hochschulkursen für Offiziere in Kaunas. Von 1941 bis 1943 war Krivickas Prorektor der Vilniaus universitetas. Von 1934 bis 1940 arbeitete er als Jurist am Außenministerium Litauens. Von 1934 bis 1939 war er Mitglied von Valstybės Taryba. 1944 emigrierte er nach Deutschland. 1946 lehrte er das Völkerrecht an der Baltischen Universität in Hamburg. 1950 emigrierte er in die USA. Von 1951 bis 1974 arbeitete er an der Library of Congress als Oberrechtsspezialist (Senior Legal Specialist) in der European Law Division.
Krivickas publizierte völkerrechtliche Artikel bei „Teisė“, „Baltic Review“, „Federal Bar News“ und anderen. Er war Redaktor von Lietuvių enciklopedija.
1993 wurde er mit dem Orden des Vytis-Kreuzes (Karininko kryžius) ausgezeichnet.

## Bibliografie
- Nuolatinis tarptautinio teisingumo tribunolas, 1935 m.
- Klaipėdos krašto teisinė būklė Lietuvos konstitucinės teisės sistemoje pagal 1924 m. statutą, 1940 m.
- The Molotov-Ribbentrop Pact of 1939: Legal and Political Consequences, 1989
- Soviet-German Pact of 1939 and Lithuania, 1959